# Bollschweil
Bollschweil es un municipio en el distrito de Brisgovia-Alta Selva Negra en Baden-Wurtemberg (Alemania) aproximadamente 10 km al sur de Friburgo.

## Geografía
Situado entre la cumbre del Hohfirst en el sur del Monte Hermoso y la Selva Negra en el sur del valle Hexental, Bollschweil pertenece a la vez a la zona del pie de monte y a la Selva Negra, ya que la falla principal entre el graben del Rin Superior y la Selva Negra atraviesa el pueblo. El barrio St. Ulrich está ya por completo en la Selva Negra.

### Historia
En 1854 la aldea Geiersnest fusionó con St. Ulrich que por su parte fusionó con Bollschweil en 1974.